# Tijuca
Tijuca (pronunciación en AFI para el portugués brasileño [tʃiˈʒuka]) (que significa pantano en idioma tupi, de ty («agua») y îuk («podrida»)) es un tradicional barrio en la ciudad de Río de Janeiro (Brasil). Tiene atracciones como la Floresta de la Tijuca y la plaza Sáenz Peña. Comprende la región de las plazas Sáenz Peña y Afonso Peña. De acuerdo con el censo del año 2000 la población era de 163.000 habitantes.
Limita con los barrios de: Praça da Bandeira, Maracanã, Vila Isabel, Andaraí, Grajaú y Alto da Boa Vista.

## Índice de Progreso Social
En el ranking IPS de la Ciudad de Río de Janeiro, la región administrativa de Tijuca, donde se ubica el barrio de Tijuca, tiene índices IPS de 79,5; 85,8 para necesidades humanas básicas; 70,6 para fundamentos del bienestar; y 82,1 para oportunidades, todos por encima del promedio del municipio.

## Transporte
El barrio alberga cuatro estaciones de la Línea 1 del Metro de Río de Janeiro; Afonso Pena, São Francisco Xavier, Saens Peña y Uruguai.

## Religión
Tijuca tiene varios centros religiosos vinculados a nueve creencias diferentes, como el catolicismo, el protestantismo, el budismo, el candomblé, el espiritismo, el islam, el judaísmo y el mormonismo. En el barrio, más precisamente en la calle Conde de Bonfim, también se encuentra la única Mezquita del Estado de Río de Janeiro, debido a la gran presencia de árabes en la zona.